# Palhinhaea pungens
Palhinhaea pungens là một loài thực vật có mạch trong Họ Thạch tùng. Loài này được (Alderw.) Holub mô tả khoa học đầu tiên năm 1991.